# ميخائيل لوفاشوف
ميخائيل لوفاشوف (الروسية: Левашов, Михаил Алексеевич) (4 أكتوبر 1991 ببوغوروديتسك في روسيا - ) هو لاعب كرة قدم روسي في مركز حراسة المرمى. لعب مع نادي فولغا نيجني نوفغورود وFC Arsenal-2 Tula ‏ وFC Khimik-Arsenal ‏.

## وصلات خارجية
- ميخائيل لوفاشوف على موقع قاعدة بيانات كرة القدم.إي يو (الإنجليزية)
- ميخائيل لوفاشوف على موقع Soccerway.com (الإنجليزية)
- ميخائيل لوفاشوف على موقع عالم كرة القدم.نت (الإنجليزية)